# PLAYZONE'90 MASK
『PLAYZONE'90 MASK』（プレゾン'90マスク）は1990年6月30日にワーナー・パイオニアからリリースされた少年隊の5枚目となるサウンドトラック。

## 収録曲
1. メドレー1（Baby Baby Baby〜Heaven）
Baby Baby Baby - 作詞：久和カノン　作曲：安田信二　編曲：岩崎文紀
Heaven - 作詞：覚和歌子　作曲：安田信二　編曲：寺田創一
2. See You Again…!
作詞：森泉博行・小倉めぐみ
作曲・編曲：長岡成貢　コーラスアレンジ：椎名和夫
3. メドレー2（千年の季節〜Ever Dream〜She’s a Woman）
千年の季節 - 作詞：森浩美　作曲：林田健司　編曲：船山基紀
Ever Dream - 作詞：森浩美　作曲：林田健司　編曲：船山基紀
She’s a Woman - 作詞：森浩美・小倉めぐみ　作曲：林田健司　編曲：新川博
東山紀之 ソロ曲
4. 失われたすべての昨日
作詞：戸沢暢美　作曲：林田健司　編曲：新川博
東山紀之 ソロ曲
5. 星も見えない夜
作詞：野田薫　作曲：Leon Walker
編曲：石田勝範　コーラス・アレンジ：椎名和夫
錦織一清ソロ曲
6. Let’s Go to Tokyo
作詞・作曲：Charles Strouse
編曲：石田勝範・ボブ佐久間
錦織一清 ソロ曲
7. Believe
作詞：山田ひろし　作曲・編曲：内藤慎也
植草克秀 ソロ曲
8. Super Star
作詞：森泉博行・小倉めぐみ
作曲・編曲：長岡成貢　コーラス・アレンジ：椎名和夫
植草克秀 ソロ曲
9. Morning Train
作詞：西岡恭蔵　作曲：筒美京平　編曲：船山基紀
10. ダンス ダンス ダンス
作詞：戸沢暢美　作曲：武正誠　編曲：船山基紀